# 12 Heures de Sebring 1984
Navigation
Édition précédente Édition suivante
Les 12 Heures de Sebring 1984 sont la 32e édition de l'épreuve et la 3e manche du championnat IMSA GT 1984. Elles ont été remportées le 24 mars 1984 par la Porsche 935J no 48 pilotée par Mauricio de Narváez, Hans Heyer et Stefan Johansson.

## Circuit

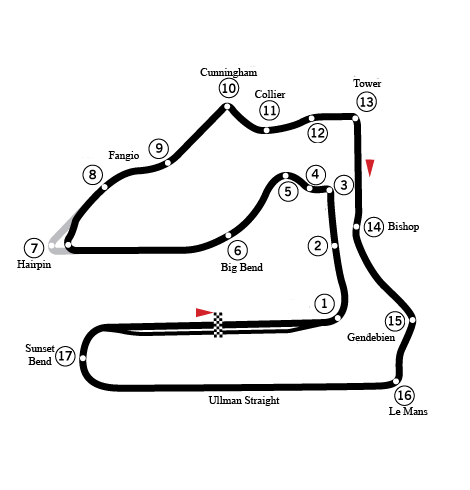
Le Sebring International Raceway, cadre des 12 Heures de Sebring 1984.

Les 12 Heures de Sebring 1984 se déroulent sur le Sebring International Raceway situé en Floride. Il est composé de deux longues lignes droites, séparées par des courbes rapides ainsi que quelques chicanes. Le tracé actuel diffère de celui de l'époque. Ce tracé a un grand passé historique car il est utilisé pour des courses automobiles depuis 1950. Ce circuit est célèbre car il a accueilli la Formule 1.

## Résultats
Voici le classement au terme de la course.
- Les vainqueurs de chaque catégorie sont signalés par un fond jauni.

| 1            | GTP | 48 | De Narváez Enterprises   | Mauricio de Narváez Hans Heyer Stefan Johansson            | Porsche 935J            | 263 |
| 2            | GTP | 57 | Blue Thunder Racing Team | Randy Lanier Bill Whittington Marty Hinze                  | March 83G               | 261 |
| 3            | GTP | 6  | Henn's Swap Shop         | Derek Bell A. J. Foyt Bob Wollek                           | Porsche 935L            | 258 |
| 4            | GTP | 9  | Hino Truck               | Wayne Baker Jim Mullen Tom Blackaller                      | Porsche 935K3           | 258 |
| 5            | GTP | 5  | Bob Akin Motor Racing    | Bob Akin John O’Steen Hans-Joachim Stuck                   | Porsche 935-84          | 256 |
| 6            | GTP | 14 | John Fitzpatrick Racing  | Bob Wollek John Graham Hugo Gralia Preston Henn Al Holbert | Porsche 935K4           | 246 |
| 7            | GTP | 45 | Conte Racing             | John Morton Tony Garcia Tony Adamowicz                     | Lola T600               | 244 |
| 8            | GTO | 4  | Stratagraph Inc.         | Billy Hagan Gene Felton Terry Labonte                      | Chevrolet Camaro        | 243 |
| 9            | GTU | 76 | Malibu Grand Prix.       | Jack Baldwin Ira Young Bob Reed                            | Mazda RX-7              | 238 |
| 10           | GTU | 32 | Alderman Datsun          | George Alderman Carson Baird Lew Price                     | Datsun 280ZX            | 234 |
| 11           | GTP | 04 | Group 44                 | Brian Redman Pat Bedard                                    | Jaguar XJR-5            | 234 |
| 12           | GTU | 7  | E. J. Pruitt & Sons      | Ren Tilton Blake Pridgen Rusty Bond                        | Porsche 911             | 234 |
| 13           | GTU | 17 | Al Bacon Racing          | Al Bacon Charles Guest                                     | Mazda RX-7              | 222 |
| 14           | GTU | 51 | Chris Wilder             | Van McDonald Dennis DeFranceschi                           | Porsche 911             | 222 |
| 15           | GTU | 71 | THR Foreign Car          | John Higgins James King Howard Cherry                      | Porsche 911             | 221 |
| 16           | GTU | 23 | Roe-Selby Racing         | Tim Selby Earl Roe                                         | Porsche 914/6           | 221 |
| 17           | GTO | 38 | Mandeville Auto Tech     | Roger Mandeville Amos Johnson Danny Smith                  | Mazda RX-7              | 221 |
| 18           | GTO | 68 | Luis Mendez Racing       | Luis Mendez Chiqui Soldevilla Chris Marte                  | Porsche Carrera RSR     | 217 |
| 19           | GTU | 93 | Mid-O Racing             | Don Marsh Ron Pawley Kelly Marsh Whitney Ganz              | Mazda RX-7              | 216 |
| 20           | GTP | 05 | Hi-Tech Racing           | Tico Almeida Miguel Morejon                                | Porsche 935M16          | 216 |
| 21           | GTO | 62 | Tim Morgan               | Tim Morgan Peter Morgan Charles Bair Marcus Opie           | Chevrolet Corvette      | 215 |
| 22           | GTU | 28 | Budweiser Racing         | John Jellinek Stefan Edlis Tom Brennan                     | Porsche 924 Carrera     | 212 |
| 23           | GTP | 97 | Tide & Mosler Racing     | Tom Shelton Steve Shelton Claude Ballot-Léna               | Ferrari 512BB/LM        | 211 |
| 24           | GTU | 82 | Trinity Racing           | Lee Mueller Terry Visger John Casey                        | Mazda RX-7              | 208 |
| 25           | GTU | 10 | Dave White Racing        | Dave White George Drolsom Jerry Kendall                    | Porsche 924 Carrera GTR | 202 |
| 26           | GTO | 01 | THR Foreign Car          | George Hulse Jerry Kennedy Mike Cheung                     | Porsche Carrera RSR     | 183 |
| 27           | GTO | 21 | Oftedahl Racing          | Craig Allen George Schwarz Andre Schwartz                  | Pontiac Firebird        | 181 |
| 28           | GTO | 26 | Steve Roberts            | William Boyer Steve Roberts                                | Chevrolet Camaro        | 181 |
| 29           | GTO | 43 | Walker Brown Racing      | Diego Montoya Brian Goellnicht Michael Roe                 | BMW M1                  | 180 |
| 30           | GTO | 40 | Bieri Racing             | Uli Bieri Matt Gysler Angelo Pallavicini                   | BMW M1                  | 177 |
| 31           | GTO | 67 | Shafer Concrete          | George Shafer Craig Shafer Joe Maloy                       | Chevrolet Camaro        | 170 |
| 32           | GTO | 99 | Comp Fibreglass          | Phil Currin Steve Gentile Jim Cook Tommy Morrison          | Chevrolet Corvette      | 161 |
| 33           | GTO | 94 | Tangent Racing           | Bill Gardner James Durovy                                  | Pontiac Firebird        | 149 |
| 34           | GTO | 83 | K & P Racing             | Karl Keck Robert Whitaker William Wesse                    | Chevrolet Corvette      | 138 |
| Abandons     |     |    |                          |                                                            |                         |     |
| 35           | GTU | 0  | Case Racing              | Ron Case Dave Panaccione                                   | Porsche 911             | 186 |
| 36           | GTO | 09 | Van Every Racing         | Lance Van Every Ash Tisdelle                               | Porsche Carrera RSR     | 169 |
| 37           | GTO | 46 | Classic Motor Car        | Frank Jellinek Paul Fassler Jerry Molnar                   | Pontiac Firebird        | 167 |
| 38           | GTP | 25 | Red Lobster Racing       | Dave Cowart Kenper Miller                                  | March 82G               | 158 |
| 39           | GTP | 15 | Kalagian Ardisana        | John Kalagian John Lloyd                                   | Lola T600               | 148 |
| 40           | GTU | 13 | Rubino Racing            | Frank Rubino Jose Rodriguez David Leira                    | Mazda RX-7              | 146 |
| 41           | GTO | 90 | Bob's Speed Products     | Bob Lee Gary Myers Bill Julian                             | Buick Skyhawk           | 137 |
| 42           | GTP | 31 | Import Service Center    | Larry O'Brien Mike Van Steenburg                           | Mazda OVS-1             | 137 |
| 43           | GTP | 00 | Kreepy Krauly Racing     | Sarel van der Merwe Graham Duxbury Tony Martin             | March 83G               | 134 |
| 44           | GTP | 86 | Bayside - Lowenbrau      | Al Holbert Claude Ballot-Léna Hurley Haywood               | Porsche 935/80          | 123 |
| 45           | GTU | 60 | Roserace Morrison        | Dennis Krueger Tom Henrickson Rick Kinner                  | Mazda RX-7              | 114 |
| 46           | GTP | 44 | Group 44                 | Bob Tullius Doc Bundy                                      | Jaguar XJR-5            | 114 |
| 47           | GTP | 41 | Silver Lake Plantation   | Gary Belcher Jean Rondeau John Gunn                        | Rondeau M382            | 109 |
| 48           | GTU | 84 | Dole Racing              | Clay Young Doug Grunnet Jim Burt                           | Pontiac Fiero           | 105 |
| 49           | GTO | 11 | Kreider Racing           | Dale Kreider Roy Newsome Bobby Diehl                       | Chevrolet Camaro        | 103 |
| 50           | GTP | 24 | Pegasus Racing           | Marion Speer Jack Griffin                                  | Porsche 935 JLP-2       | 96  |
| 51           | GTO | 88 | Motorsports Marketing    | Ken Murray Russ Boy Richard Valentine                      | Chevrolet Camaro        | 95  |
| 52           | GTO | 95 | Pennzoil de P. R.        | Luis Gordillo Eduardo Salguero Manuel Villa                | Porsche Carrera RSR     | 71  |
| 53           | GTU | 69 | George Shafer            | John Hofstra Peter Uria Mick Robinson                      | Porsche 911             | 69  |
| 54           | GTU | 27 | Scuderia Rosso           | Jim Fowells Ray Mummery Steve Potter                       | Mazda RX-7              | 65  |
| 55           | GTP | 18 | Team Fomfor Racing       | Max Welti Francisco Miguel Willy Valiente                  | Sauber C7               | 63  |
| 56           | GTU | 55 | Preston & Son            | Whitney Ganz Gene Hackman                                  | Mazda RX-7              | 59  |
| 57           | GTP | 2  | Leon Bros. Racing        | Al Leon Art Leon Terry Wolters                             | March 84G               | 56  |
| 58           | GTU | 79 | Whitehall Promotions     | Tom Winters Bob Bergstrom Bill Adam                        | Porsche 924 Carrera GTR | 52  |
| 59           | GTU | 42 | Gary Wonzer              | Buzz Cason Peter Uria Gary Wonzer                          | Porsche 911             | 49  |
| 60           | GTP | 3  | Pegasus Racing           | Ken Madren Marion Speer Wayne Pickering                    | March 84G               | 44  |
| 61           | GTO | 35 | G & H Development        | Worth Williams Jim Leeward Steve Zwiren                    | Porsche Carrera RSR     | 43  |
| 62           | GTO | 47 | Dingman Brothers Racing  | Billy Dingman Walt Bohren                                  | Chevrolet Corvette      | 43  |
| 63           | GTU | 58 | El Salvador Racing       | Alfredo Mena Jim Trueman Deborah Gregg                     | Porsche 924 Carrera     | 40  |
| 64           | GTP | 30 | Tim Chitwood             | Tim Chitwood Joe Llauget Jose Rios                         | Chevrolet Monte Carlo   | 38  |
| 65           | GTU | 78 | Der Klaus Haus           | Klaus Bitterauf Vicki Smith Arvid Albanese                 | Porsche 911             | 37  |
| 66           | GTP | 61 | Deco Sales               | Don Courtney Brent O'Neil Steve Shelton                    | Argo JM16               | 36  |
| 67           | GTO | 85 | Deco Sales               | Kikos Fonseca Enrique Molins Diego Febles                  | Porsche Carrera RSR     | 32  |
| 68           | GTU | 66 | Mike Meyer Racing        | Jack Dunham Paul Lewis Jeff Kline                          | Mazda RX-7              | 25  |
| 69           | GTO | 64 | John Hulen               | Ron Coupland John Hulen Dan Hartill                        | Porsche Carrera RSR     | 25  |
| 70           | GTO | 22 | Walter Johnston          | Larry Figaro Fernando Sabino                               | Pontiac Firebird        | 25  |
| 71           | GTP | 16 | Hinze Fencing            | Marty Hinze                                                | March 82G               | 22  |
| 72           | GTO | 77 | Sunrise Auto Parts       | Jeff Loving Richard Smal                                   | Chevrolet Camaro        | 20  |
| 73           | GTU | 03 | DiLella Racing           | Vince DiLella Manuel Cueto                                 | Porsche 911             | 19  |
| 74           | GTP | 63 | RGP 500 Racing           | John Maffucci Jim Downing                                  | Argo JM16               | 17  |
| 75           | GTO | 20 | Paul Canary Racing       | Paul Canary Bob Barnett                                    | Chevrolet Corvette      | 17  |
| 76           | GTU | 37 | Vero Racing              | Peter Welter Tom Burdsall Nort Northam                     | Mazda RX-7              | 16  |
| 77           | GTO | 56 | Coin Operated Racing     | Rick Borlase Michael Hammond Don Kravig                    | Porsche 934             | 12  |
| 78           | GTO | 33 | John McComb              | John McComb Paul Pettey                                    | Jaguar XJS              | 6   |
| 79           | GTP | 49 | Paul Goral               | Paul Goral John Hayes-Harlow                               | Porsche 935             | 5   |
| 80           | GTU | 87 | Performance Motorsports  | Elliot Forbes-Robinson John Schneider                      | Porsche 924 Carrera     | 4   |
| 81           | GTO | 52 | OMR Engines              | Hoyt Overbagh Robert Theall Peter Kirill                   | Chevrolet Camaro        | 4   |
| Non-partants |     |    |                          |                                                            |                         |     |
| 82           | GTP | 8  | Paul Canary Racing       | Paul Canary Eppie Wietzes                                  | McLaren M12GT           |     |
| 83           | GTO | 19 | Signal 12 Racing         | Jimmy Tumbleston Bobby Dumont                              | AMC Spirit              |     |
| 84           | GTU | 34 | Florco Design            | Donald Flores Tom Turner                                   | Lotus Europa            |     |
| 85           | GTO | 53 | Dan Nooe                 | Dan Nooe Gale O'Doski                                      | Chevrolet Corvette      |     |
| 86           | GTP | 65 | Richard Habersin         | Richard Habersin Bob Murray                                | Chevrolet Camaro        |     |
| 87           | GTU | 91 | B & G Racing             | Charles Bryant Richard Burr Mike Graham                    | BMW 2002                |     |
| 88           | GTU | 92 | Amar Racing Team         | Robert Amar Ashmeed Mohammed                               | Toyota Corolla          |     |
| 89           | GTP | 96 | Tide & Mosler Racing     | Claude Ballot-Léna Jean-Claude Andruet                     | Ferrari 512 BB/LM       |     |
| 90           | GTO | 98 | Sesana Racing            | Alfredo Sesana Jorge Corte                                 | Chevrolet Monza         |     |